# Corey Hart (baseballista)
Johnny Corey Hart (ur. 24 marca 1982) – amerykański baseballista, który występował na pozycji pierwszobazowego i zapolowego.

## Przebieg kariery
Po ukończeniu szkoły średniej, w czerwcu 2001 został wybrany w 11. rundzie draftu przez Milwaukee Brewers i początkowo grał w klubach farmerskich, między innymi w Indianapolis Indians, reprezentującym poziom  Triple-A. W Major League Baseball zadebiutował 25 maja 2004 w meczu przeciwko Los Angeles Dodgers jako pinch hitter, po czym został przesunięty do Indianapolis Indians. Sezon 2005 rozpoczął od gry w zespole Triple-A Nashville Sounds, a w MLB ponownie wystąpił 14 sierpnia 2005 w meczu z Cincinnati Reds, w którym zaliczył pierwsze uderzenie, trzypunktowego home runa w drugiej połowie ósmej zmiany, podwyższając prowadzenie Brewers na 8–3.
W 2008 otrzymał najwięcej głosów w ostatecznym głosowaniu kibiców do Meczu Gwiazd. 28 maja 2010 w meczu z New York Mets zdobył pierwszego walk-off home runa, zaś dzień później również w spotkaniu z Mets zdobył pierwszego grand slama w MLB. W lipcu 2010 został wyznaczony do występu w Home Run Derby, gdzie odpadł w drugiej rundzie, a także zagrał w wyjściowym składzie National League All-Stars na prawym zapolu. 23 maja 2011 w meczu z Washington Nationals wyrównał klubowy rekord zdobywając 3 home runy i zaliczając 7 RBI. Z powodu kontuzji lewego kolana opuścił cały sezon 2013.
W listopadzie 2013 podpisał roczny kontrakt jako wolny agent ze Seattle Mariners. Pierwszego home runa w barwach Mariners zdobył 2 kwietnia 2014 w meczu z Los Angeles Angels of Anaheim.
W grudniu 2014 został zawodnikiem Pittsburgh Pirates.
W sierpniu 2016 oficjalnie ogłosił zakończenie kariery zawodniczej.

## Nagrody i wyróżnienia
| Nagroda/wyróżnienie | Lata       | Źródło |
| 2× All-Star         | 2008, 2010 | [ 1 ]  |